# Lední medvěd (protipartyzánská operace)
Lední medvěd (rusky Белый Медведь, německy Operation Eisbär) byla kárná (trestná) protipartyzánská operace na území Kurské oblasti, jejímž cílem byla likvidace partyzánů a jejich podporovatelů v území.

## Výchozí podmínky a cíle operace
Po dobytí Kurska německými silami 3. listopadu 1941 a následně po obsazení zbytku Kurské oblasti v červnu 1942 se na území zformovalo silné partyzánské hnutí, kterému se dařilo narušovat klíčové železniční trati. Oblast, ve které partyzáni operovali, se nacházela v blízkém sousedství Lokoťské samosprávy, kde na ochranu proti partyzánům vznikaly dobrovolnické jednotky později nazvané RONA (Ruská osvobozenecká lidová armáda).
První velká sabotáž proti vojenskému vlaku byla partyzány provedena v noci z 22. na 23. května 1942. Bylo zabito 60 německých vojáků a zničeno 37 děl a 2 letadla. Partyzáni neutrpěli žádné ztráty. 18. srpna 1942 bylo vytvořeno společné velitelství partyzánských oddílů Kurské oblasti. 1. kurská partyzánská brigáda (velitel I. K. Pančenko, komisař A. D. Fedosjutkin) byla zformována na pokyn Brjanského velitelství partyzánského hnutí dne 18. srpna 1942. Zahrnovala pět partyzánských oddílů. Později byl v rámci brigády vytvořen speciální jezdecký oddíl. Počet partyzánů byl asi 2 500 bojovníků.
Operaci proti partyzánské brigádě naplánoval německý generál Adolf Heusinger, který od srpna 1942 koordinoval boj proti partyzánům. Jeho organizační oddělení vytvořilo závaznou směrnici pro boj s bandity.
Podrobný plán operace byl vypracován 14. října 1942 na tajné schůzce v osadě Michajlovka. Cílem bylo zničit veškeré partyzánské síly a jejich síť podporovatelů z řad civilního obyvatelstva.

## Nasazené síly
Operace probíhala pod velením 2. německé tankové armády se zapojením dalších frontových jednotek wehrmachtu. Do Kurské oblasti zasahovalo také území Lokoťské samosprávy, a proto se bojů účastnila i RONA. Operace byla namířena proti 1. kurské partyzánské brigádě.
V Kurské oblasti operovala také 2. kurská partyzánská brigáda (velitel O. G. Kazankov, komisař I. D. Kubrikov) zformována 18. listopadu 1942 v souladu s rozkazem Brjanského velitelství partyzánského hnutí.

## Průběh operace
Na příkaz velitele města Kursk, generála von Stumpfelda, byla v říjnu 1942 do Michajlovského okresu vyslána trestná výprava. Do operace byly vyslány speciální stíhací oddíly týlových bezpečnostních složek a další jednotky stažené z fronty v síle asi 2 800 mužů. Tyto oddíly měly pročesat oblast a nalézt partyzány.
Ve vesnici Balšoj Dub (česky doslova Velký Dub, rusky Большой Дуб) bylo ráno 17. října 1942 zastřeleno 44 civilistů, z toho 26 dětí, přičemž 5 z nich mělo méně než rok. Němci vyhnali obyvatele z jejich domů a ve středu vesnice je postříleli. Po masakru těla polili benzínem stejně jako opuštěné domy a vše zapálili. Záminkou pro popravy obyvatel, krom udání, byly čerstvě napečené chleby, o kterých se Němci domnívali, že jsou pro partyzány. Ve vesnici Balšoj Dub je postaven památník této události. 19. října 1942 bylo zabito 147 obyvatel v sousedních vesnicích Zvjezda (rusky Звезда) a Cholstinka (rusky Холстинка). Celkem bylo zničeno 32 osad. Cílem teroru bylo zastrašit místní obyvatele a odradit je od podpory partyzánů. Speciální komanda nalézala partyzánské jednotky, či jejich podporovatele, následně byla přivolána vojenská asistence a došlo k pokusu o likvidaci partyzánské brigády.
Noviny Lokoťské samosprávy Hlas národa (rusky Голос народа) uvedly v té době zprávu o tom, jak německé jednotky a bojovníci RONA objevili v opuštěných táborech banditů mrtvoly zastřelených a brutálně mučených lidí.

## Výsledky operace
Podle hodnocení SD byla operace neúspěšná, protože týlové jednotky wehrmachtu se nedokázaly přizpůsobit bojovým metodám partyzánů. Těm se podařilo uprchnout do lesních oblastí kolem Sevska, kde je už tak malé síly nedokázaly zničit. Po neúspěchu podobných operací se německé velení rozhodlo zapojit větší síly a provést operaci jako vojenskou likvidaci nepřítele v obklíčení. Příkladem takové operace je Cikánský baron.

## Památník k událostem
V roce 1975 byl z iniciativy Kurské oblastní rady veteránů Velké vlastenecké války otevřen pamětní komplex o rozloze 4,5 hektaru na místě vesnice Balšoj Dub. 9. května 1977 bylo rozhodnuto o zřízení Muzea partyzánské slávy. Muzeum několikrát změnilo svůj status a v roce 2010 se stalo pobočkou Kurského regionálního vlastivědného muzea. Ve fondu muzea je 11 700 položek, jeho výstavní plocha je 309 metrů čtverečních a roční návštěvnost je asi 22 000 lidí.